# Лахдар Беллумі
Лахдар Беллумі (араб. لخضر بلومي, нар. 29 грудня 1958, Маскара) — алжирський футболіст, що грав на позиції півзахисника. По завершенні ігрової кар'єри — футбольний тренер.
Кращий футболіст Африки 1981 року за версією «France Football». За версією IFFHS займає 4-е місце в десятці кращих футболістів Африки XX століття .

## Клубна кар'єра
У дорослому футболі дебютував 1973 року виступами за команду клубу «Семпак Маскара», в якій провів три сезони, після чого провів рік у клубі «СКАФ Ель-Хеміс».
Своєю грою за цю команду привернув увагу представників тренерського штабу клубу «ГК Маскара», до складу якого приєднався 1977 року. Протягом кар'єри п'ять разів Беллумі повертався до цього клубу, зіграваши загалом у цій команді 12 сезонів і ставав у сезоні 1983/84 чемпіоном країни. Також виступав за ряд інших алжирських клубів, зокрема і «Оран», з яким у сезоні 1987/88 вдруге у своїй кар'єрі виграв чемпіонат Алжиру. Єдиним закордонним клубом для Беллумі став катарський «Аль-Арабі», за який півзахисник недовго виступав у 1988 році.

## Виступи за збірні
1979 року залучався до складу молодіжної збірної Алжиру. На молодіжному рівні зіграв у 2 офіційних матчах, забив 2 голи.
1978 року дебютував в офіційних матчах у складі національної збірної Алжиру. Він взяв участь у літніх Олімпійських іграх 1980 року, в двох чемпіонатах світу з футболу (1982 року в Іспанії і 1986 року у Мексиці), в чотирьох Кубках африканських націй (1980, 1982, 1984 і 1988), а також у двох Середземноморських іграх (1979 і 1983).
У збірній Алжиру він зіграв 100 матчів (ФІФА визнають тільки 81 матчів) і забив 27 голів. У 1981 році він був нагороджений нагородою — «Африканський футболіст року». Беллумі забив переможний гол у матчі з Західною Німеччиною на чемпіонаті світу 1982 року, і був ключовим гравцем алжирської збірної протягом 1980-х років.

## Кар'єра тренера
Розпочав тренерську кар'єру невдовзі по завершенні кар'єри гравця, 2001 року, очоливши тренерський штаб клубу «Оран».
Надалі очолював команди «УСМ Бел-Аббес», «Умм-Салаль» та збірну Алжиру.
Останнім місцем тренерської роботи був клуб «ГК Маскара», який Лахдар Беллумі очолював як головний тренер до 2006 року.

## Досягнення

### Клубні
- Чемпіон Алжиру: 1983/84, 1987/88
- Срібний призер Кубка африканських націй: 1980
- Бронзовий призер Кубка африканських націй: 1984, 1988

### Індивідуальні
- Африканський футболіст року: 1981
- Найкращий бомбардир Кубка африканських націй: 1988 (2 голи)
- Найкращий бомбардир чемпіонату Алжиру: 1978/79 (11 голів)